# Hilding Faxén
Olov Hilding Faxén, född 29 mars 1892 i Näskotts församling, Jämtlands län, död 1 juni 1970 i Stockholm, var en svensk fysiker som framför allt var verksam inom mekanikens område.

## Biografi
Efter studentexamen vid Östersunds högre allmänna läroverk 1911 inskrevs Faxén vid Uppsala universitet samma år.
Han disputerade 1921 med doktorsavhandlingen Einwirkung der Gefässwände auf den Widerstand gegen die Bewegung einer kleinen Kugel in einer zähen Flüssigkeit. En av hans insatser var att formulera Faxéns lag, som är en korrektion av Stokes lag för friktionen på sfäriska objekt i en viskös vätska, som gäller i det fall när objektet rör sig nära en vägg i det kärl det befinner sig i. Faxén arbetade i detta sammanhang vidare på ett problem som Carl Wilhelm Oseen (1910) och Horace Lamb (1911) tidigare behandlat, men ej löst på ett fullständigt sätt.
Faxén blev docent i matematik vid Uppsala universitet 1921, och i mekanik och matematisk fysik 1922. Efter Ivar Fredholms död vikarierade Faxén på professuren i matematisk fysik vid Stockholms högskola 1927-1930, innan den tillsattes med Oskar Klein. Faxén var därefter professor vid Chalmers tekniska institut, först i matematik (från 1930) och därefter i mekanik och matematik 1934–1935. 1935 blev Faxén professor i mekanik vid Kungliga Tekniska högskolan, där han stannade till sin pensionering 1958. Bland Faxéns mer udda insatser är att han utredde de mekaniska förutsättningarna för roterande kroppar i form av leksaksnurran Tippe-toppen, som efter en stund av sig själv vänder sig upp och ned och därefter snurrar vidare.
Faxén invaldes 1943 som ledamot av Ingenjörsvetenskapsakademien, 1947 som ledamot av Vetenskaps-Societeten i Uppsala och 1948 som ledamot av Kungliga Vetenskapsakademien.
Hilding Faxén var far till Karl-Olof Faxén och Elisabeth Faxén.